# 크마요란

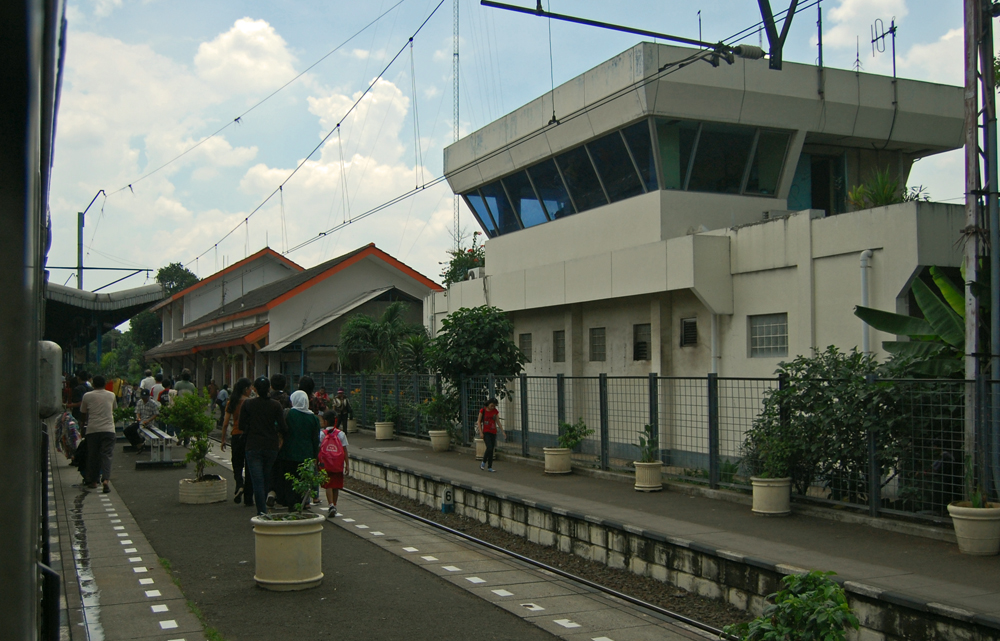
케마요란 철도역

크마요란(인도네시아어: Kemayoran)은 인도네시아 중앙자카르타의 구이다. 북쪽으로는 란다스 바추 바랏 로와 란다스 파추 티무르 로, 남쪽으로는 렛젠 수프랍토 로, 북동쪽으로는 순테르 라야 로를 따라 흐르는 수로가 경계를 이룬다. 예전에 크마요란 공항이 있던 곳으로 유명한 곳이다. 다만 실제로는 두 구에 걸쳐 있었는데 북쪽 부분은 북자카르타의 파데망안 구에, 남쪽 구간은 케마요란 구에 자리하였다. 한편으로 매년 자카르타 박람회가 열리는 곳으로도 널리 알려져 있다.
2018년 아시안 게임에서는 자카르타 국제 엑스포 전시관을 활용해 체조, 탁구, 역도, 레슬링, 복싱 등의 경기를 유치하였다. 또한 이곳에 대회 선수촌이 설치되어 운영에 들어간 바 있다. 총 22,000여명 규모의 선수와 임원단을 수용할 수 있다.